# 西谷国登
西谷国登（にしたに くにと*芸名、1983年2月5日 - ）は、日本のヴァイオリニスト、指揮者、ヴァイオリン指導者、音楽プロデューサー、ミュージック（音楽）アントレプレナー。東京都出身。石神井Int'lオーケストラ音楽監督。クニトInt'lユースオーケストラ音楽監督。国登ヴァイオリン教本著者。ヴァイオリン自由自在著者。

## 経歴
2002年渡米し、ポートランド州立大学 (Portland State University) に入学。同大学音楽科より4年連続奨学金授与される。
ニューヨーク大学大学院 (New York University) へ奨学金授与生進学（外国人特別枠奨学金含む）。
ニューヨーク大学非常勤講師をはじめ複数の米大学にて講師を務める。
ヴァイオリンを、田中千香士、キャロル・シンデル、マーティン・ビーヴァーに師事。
指揮法を、紙谷一衛、キース・クラークに師事。
2013年、石神井Int'lオーケストラ、クニトInt'lユースオーケストラを創立。
Kunito Int'l String School 教室主宰&講師。石神井Int'lオーケストラ音楽監督。クニトInt'lユースオーケストラ音楽監督。東京テルミンオーケストラ常任指揮者。池袋コミュニティカレッジ講師。読売日本テレビ文化センター恵比寿センター講師。 軽井沢ミュージックサマースクール講師。Udemy講師。日本クラシック音楽コンクール、セシリア国際音楽コンクールなどの審査員を務める。
練馬区演奏家協会会員。日本弦楽指導者協会会員 (JASTA)。

## 主な演奏略歴
- 2012年9月、第4回ソロリサイタルを開催（日本デビューリサイタル・2回連続公演）。
- 2014年5月、第5回ソロリサイタルを、浜離宮朝日ホールにて開催。
- 2016年5月、第6回ソロリサイタルを、ピアニスト・新納洋介氏と浜離宮朝日ホールにて開催。
- 2016年6月、第３回石神井Int'lオーケストラ定期演奏会にてルドルフ・ハケン氏と共演。
- 2016年10月、練馬区主宰、みどりの風区民Concertプロデューサーを務める。
- 2017年3月、オルケーストルウリープカとハチャトリアンのヴァイオリン協奏曲を共演。
- 2017年4月、リサイタル公演をイリノイ大学（University of Illinois, Urbana-Champaign）にて開催。
- 2017年9月、キャロル・シンデルリサイタルin東京にてキャロル・シンデル氏と共演。
- 2018年5月、第7回ソロリサイタルを、ピアニスト・新納洋介氏と浜離宮朝日ホールにて開催。
- 2019年3月、デュオリサイタルを、ヤマハ銀座ビルにて開催。
- 2020年1月、 ミシガンシティ室内楽音楽祭（Michigan City Chamber Music Festival） 主催、デュオリサイタルを、ルドルフハケン氏とミシガン州ニューバファロー、インディアナ州ミシガンシティにて招かれ開催。
- 2020年10月、初のオンラインリサイタル（Youtube）を開催。
- 2020年12月、第2回オンラインリサイタル（Youtube）を開催。
- 2022年7月、第10回ソロリサイタルを浜離宮朝日ホールにて開催。ブルッフとサン=サーンスのヴァイオリン協奏曲を自身の編曲（弦楽合奏版）で演奏。
- 2022年10月、ウェスタンイリノイ大学 (Western Illinois University)にてデュオリサイタルを、ルドルフハケン氏と開催。
- 2022年10月、ミシガンシティ室内楽音楽祭（Michigan City Chamber Music Festival） 主催、デュオリサイタルを、ルドルフハケン氏と開催。
- 2022年11月、ビーバトン交響楽団とサン＝サーンスのヴァイオリン協奏曲を共演。
- 2023年9月、第11回ソロリサイタルを浜離宮朝日ホールにて開催。メンデルスゾーンのヴァイオリン協奏曲を自身の編曲（弦楽合奏版）で演奏。
- 2024年8月、長野県岡谷市にてカノラータ・オーケストラとブラームスのヴァイオリン協奏曲を共演。
- 2024年10月、ビーバトン交響楽団とブラームスのヴァイオリン協奏曲を共演。

## 主な講演・マスタークラス
- 2017年4月、Music Entrepreneurについての講演をイリノイ大学（University of Illinois, Urbana-Champaign)にて行う。
- 2017年4月、Music Entrepreneurについての講演をウェスタンイリノイ大学 (Western Illinois University)にて行う。
- 2017年4月、マスタークラス（公開レッスン）をウェスタンイリノイ大学 (Western Illinois University)にて行う。
- 2017年7月、パネルディスカッション＠奥井理ギャラリー（札幌）にて行う。（ハイメス特別企画）
- 2018年4月、下倉バイオリン主催、御茶ノ水にて音楽学校生を対象に西谷国登の公開レッスンを行う。
- 2020年1月、Neuqua Valley High Schoolにて、レクチャーコンサートを7回行う。
- 2020年1月、North Central Collegeにてレクチャーコンサートを行う。
- 2020年1月、ウェスタンイリノイ大学 (Western Illinois University)にてマスタークラスを行う。
- 2020年８月、第５７回軽井沢ミュージックサマースクール・軽井沢音楽祭に講師として招待され指導＆演奏を行う。
- 2022年10月、マスタークラス（公開レッスン）をウェスタンイリノイ大学 (Western Illinois University)にて行う。

## 主なメディア出演
- 2011年5月、ラジオ番組（FMsalus)
- 2011年7月、シルシルミシルさんデー（tv asahi）
- 2016年6月、デイリーニュース（J:COM）
- 2016年11月、練馬人図鑑第９回ゲスト（J:COM）
- 2018年3月、弦楽専門誌「サラサーテ」掲載
- 2018年3月、ニッポンぶらり鉄道旅「“そこまでやるの？”を探して 西武池袋線」(NHK-BSプレミアム)
- 2018年9月、STUDY HACKER こどもまなび☆ラボ　特集記事連載（全４回）
- 2019年５月、音楽雑誌「音楽の友」（音楽之友社）に（ヴァイオリン自由自在）書評掲載
- 2019年５月、インターネットラジオ「KUNITOのPodcast！西谷国登/高野ザンク」（Apple Podcast, Anchor, Spotify）
- 2020年1月、インディアナ州ミシガンシティ地元紙「On The Go」に取り上げられる。
- 2020年3月、弦楽専門誌「サラサーテ」特集記事掲載
- 2020年4月、短期連載動画「どうしてヴァイオリンを練習をするの！？（全23回）」（Youtube）
- 2020年12月、ライフスタイル探検隊 感性を磨くシリーズゲスト（ドリームインスティテュート）
- 2022年2月、弦楽専門誌「サラサーテ」特集記事掲載
- 2022年11月、弦楽専門誌「サラサーテ」特集記事掲載
- 2023年9月、弦楽専門誌「サラサーテ」2023年10月号表紙・巻頭掲載・Artist Close up掲載。
- 2024年10月、米国有名ラジオ局「all classical radio（KQAC）」にてインタビュー、CDが紹介。
- 2024年12月、財務省広報誌「ファイナンス」巻頭言に掲載。

## 受賞・表彰歴
- 2016年2月、第25回日本クラシック音楽コンクール優秀指導者賞受賞。
- 2016年5月、ジャマイカ国立ユースオーケストラへの楽器寄贈の貢献し、ジャマイカ国大使より表彰を受ける。
- 2017年2月、第26回日本クラシック音楽コンクール優秀指導者賞受賞。
- 2019年2月、第28回日本クラシック音楽コンクール優秀指導者賞受賞。
- 2020年2月、第29回日本クラシック音楽コンクール優秀指導者賞受賞。
- 2020年8月、ドイツ・バイロイト音楽祭よりプレゼンターとして感謝状授与。
- 2021年3月、ロシア国際コンクール日本支部「Tokyo Stars」最高指導者特別賞受賞。
- 2021年6月、第30回日本クラシック音楽コンクール優秀指導者賞受賞。
- 2021年7月、第40回全日本ジュニアクラシック音楽コンクール優秀指導者賞受賞。
- 2021年12月、第41回全日本ジュニアクラシック音楽コンクール優秀指導者賞受賞。
- 2022年3月、第31回日本クラシック音楽コンクール優秀指導者賞受賞。
- 2022年5月、第42回全日本ジュニアクラシック音楽コンクール優秀指導者賞受賞。入賞者数Top3
- 2022年11月、第43回全日本ジュニアクラシック音楽コンクール優秀指導者賞受賞。入賞者数Top2
- 2023年4月、第32回日本クラシック音楽コンクール優秀指導者賞受賞。
- 2023年5月、第44回全日本ジュニアクラシック音楽コンクール優秀指導者賞受賞。入賞者数Top3
- 2023年11月、第45回全日本ジュニアクラシック音楽コンクール優秀指導者賞受賞。入賞者数Top2
- 2024年４月、第33回日本クラシック音楽コンクール優秀指導者賞受賞。

## CD
- 2014年5月、1st CDアルバム「朝と夜の歌 Op.1」をエス・ツウよりリリース。
- 2014年9月、2nd CDアルバム「無伴奏ヴァイオリンによる名曲集 Op.2」をエス・ツウよりリリース。
- 復刻版、CDアルバム「Graduate Solo Recital Op.0」をエス・ツウよりリリース！
- 2016年5月、3rd CDアルバム「Great Violin Sonatas Op.3」をエス・ツウよりリリース。
- 2016年5月、「宮城道雄　箏とヴァイオリンによる名曲集」をエス・ツウよりリリース。
- 2018年5月、5th CDアルバム「Masterpieces for violin and piano Op.S」をエス・ツウよりリリース。
- 2020年12月、「ヴァイオリンと箏による 宮城道雄 名曲集（2枚組）」をエス・ツウよりリリース・

## 著書
- 2015年2月  『ヴァイオリン留学愚痴日記@米国オレゴン州ポートランド』（文芸社） ISBN 978-4-286-15873-0
- 2015年9月  『国登ヴァイオリン教本 Op.1 〜これから始めるあなたへ〜（DVD付）』（サーベル社）ISBN 978-4883716982
- 2016年12月『国登ヴァイオリン教本 Op.2 〜憧れのレフトハンド技法への挑戦〜（CD付）』（サーベル社）ISBN 978-4883717378
- 2016年12月『国登ヴァイオリン教本 Op.３ 〜夢のドッペルコンチェルト全楽章制覇〜（CD付）』（サーベル社）ISBN 978-4883717385
- 2017年1月『国登ヴァイオリン教本 Op.４ 〜オーケストラスターディの基礎をオーガナイズ〜（CD付）』（サーベル社）ISBN 978-4883717392
- 2019年３月『ヴァイオリン自由自在』（春秋社）ISBN 978-4-393-93798-3